# Донован, Тревор
Тревор Донован Ньюбауэр (англ. Trevor Donovan Neubauer; род. 11 октября 1978 года) — американский актёр и модель. Получил известность благодаря роли Джереми Хортона в мыльной опере «Дни нашей жизни» и теннисиста Тэдди Монтгомери в молодёжном сериале «90210: Новое поколение».

## Биография
Тревор Донован родился 11 октября 1978 года в городе Бишоп, штат Калифорния, США. У него есть младший брат Джейк, который работает пожарным в Сакраменто. В свободное время Донован тренируется в спортзале, плавает или смотрит кино с друзьями. Окончил «Школу искусств» Лос-Анджелеса по специальности графический дизайн. В данный момент проживает в Лос-Анджелесе, где закончил съёмки в сериале «90210: Новое поколение».
Активно занимается горнолыжным спортом, сноубордом — будучи подростком выступал за молодёжную сборную США, а также отлично катается на доске для сёрфинга. Его доска всегда с ним, чтобы в перерывах между работой окунуться в море.
Начал карьеру модели с летней рекламной кампании «Abercrombie & Fitch» в 2003, снимался для «Sony» и «Dolce e Gabbana» в 2004 и 2005 годах, соответственно; также работал с такими компаниями, как «Speedo», «Tyr», «Cotton Belt», «JC Penney», «Gottschalks», «Target» и «The May Co».
В 2007 году Тревор снимался в мыльной опере NBC «Дни нашей жизни» в роли Джереми Хортона. 8 сентября 2009 года актёр появился во втором сезоне популярного молодёжного телесериала «90210: Новое поколение», где исполнил роль теннисиста Тэдди Монтгомери. C мая 2010 года Тревор вошёл в основной актёрский состав. Кроме того, в 3-м сезоне выяснилось, что Тэдди — гей, и его сюжетную линию оценили многие критики. В четвёртом сезоне продюсеры вывели актёра из основного состава, но Донован несколько раз появился в гостевом статусе в четвёртом и пятом сезонах.
Снимаясь в сериале, актёр появился в эпизодических ролях в фильмах «Суррогаты» и «Мальчики-налётчики» (дублёр Пола Уокера в сцене в бассейне), а в июле 2011 года стало известно, что Донован получил роль в новом фильме Оливера Стоуна «Особо опасны» — режиссёр специально написал для него небольшую роль.
Закончив основные съёмки в «90210» актёр появился в нескольких сериалах — «C.S.I.: Место преступления», «Мелисса и Джоуи», «Список клиентов» и «До смерти красива», а также снялся в телевизионном фильме «Клубничное лето», где продемонстрировал талант певца. 14 декабря 2014 года состоялась премьера рождественской картины «Снежный шар» канала «Lifetime», где актёр сыграл одну из главных ролей.
Тревор певец и автор песен. Он записал в студии несколько своих песен, однако официально они не издавались. Некоторые композиции актёр выложил на своей странице на сайте Twitter и SoundCloud.

## Благотворительность
Донован является послом доброй воли благотворительного фонда «Habitat for Humanity», а в 2011 году принимал участие в благотворительных лыжных гонках, устроенных компанией «CBS» — также в программе приняли участие Бобби и Керри Кеннеди.

## Фильмография

### Кино
| Кино | Кино               | Кино                  | Кино                | Кино                     |
| Год  | Название           | В оригинале           | Роль                | Примечания               |
| ---- | ------------------ | --------------------- | ------------------- | ------------------------ |
| 2009 | Суррогаты          | Surrogates            | Суррогат Тома Грира | эпизодическая роль       |
| 2010 | Потерянный рай     | Paradise Lost         | Трой                | роль второго плана       |
| 2010 | Мальчики-налётчики | Takers                | Джон Рэвэй          | дублёр эротической сцены |
| 2011 | Братья по разуму   | Birds Of A Feather    | Тревор              | роль второго плана       |
| 2012 | Особо опасны       | The Savages           | Мэтт                | эпизодическая роль       |
| 2019 | Любовный рецепт    | Prescription for Love | Люк Тейлор          | главная роль             |
| 2024 | Рейган             | Reagan                | Джон Барлетта       | роль второго плана       |

### Телевидение
| Телевидение | Телевидение                 | Телевидение                    | Телевидение      | Телевидение                            |
| Год         | Название                    | В оригинале                    | Роль             | Примечания                             |
| ----------- | --------------------------- | ------------------------------ | ---------------- | -------------------------------------- |
| 2004        | Пятерняшки                  | Quintuplets                    | Официант         | эпизод «Date Night»                    |
| 2007        | Дни нашей жизни             | Days Of Our Lives              | Джереми Хортон   | 111 эпизодов                           |
| 2009-2013   | 90210: Новое поколение      | 90210                          | Тэдди Монтгомери | 58 эпизодов                            |
| 2011        | C.S.I.: Место преступления  | CSI: Crime Scene Investigation | Спартанец        | эпизод «Man Up»                        |
| 2012        | Клубничное лето             | Strawberry Summer              | Джейсон Кит      | телевизионный фильм главная роль       |
| 2013        | Список клиентов             | The Clien List                 | Дэшиелл Кодд     | 2 эпизода                              |
| 2013        | До смерти красива           | Drop Dead Diva                 | Шофер            | эпизод «50 Shades Of Grayson»          |
| 2013        | Мелисса и Джоуи             | Melissa & Joey                 | Остин            | 4 эпизода                              |
| 2013        | Снежный шар                 | A Snow Globe Christmas         | Эрик             | телевизионный фильм роль второго плана |
| 2014        | Бермудские щупальца         | Bermuda Tentacles              | Оливер Трип      | телевизионный фильм главная роль       |
| 2016        | Любовь на ветке             | Love on a Limb                 | Кайл Соренсон    | телевизионный фильм главная роль       |
| 2017        | Жениться на Рождество       | Marry me at Christmas          | Джонни Блейк     | телевизионный фильм главная роль       |
| 2018        | Люцифер                     | Lucifer                        | Макс Эванс       | эпизод «High School Poppycock»         |
| 2018        | От романа не сбежишь        | Runaway Romance                | Хантер Бэннинг   | телевизионный фильм главная роль       |
| 2019        | Снежный бал                 | SnowComing                     | Джейк            | телевизионный фильм главная роль       |
| 2019        | Любовь, осень и порядок     | Love, Fall & Order             | Патрик           | телевизионный фильм главная роль       |
| 2019        | Рождественские воспоминания | Nostalgic Christmas            | Кит МакКлейн     | телевизионный фильм главная роль       |